# Pratapa saimio
Pratapa saimio är en fjärilsart som beskrevs av Druce. Pratapa saimio ingår i släktet Pratapa och familjen juvelvingar. Inga underarter finns listade i Catalogue of Life.